# Station Kętrzyn
Station Kętrzyn is een spoorwegstation in de Poolse plaats Kętrzyn.